# Нор (мифология)
Нор (др.-сканд. Nórr) — эпоним и основатель Норвегии согласно «Саге об Оркнейцах».

## Исландские данные

### Исходный материал
Нор из Норвегии появляется в «Fundinn Nóregr» («Основание Норвегии»), (далее — «F»), с которого начинается сага об Оркнейингах, а также в Hversu Noregr byggðist («Как была заселена Норвегия»), (далее — «B»). Оба источника найдены в Книге Флатея. В разных источниках Нор описывается по-разному.

### Торри
Король Торри («замерзший снег») был сыном Снэра («снег») Старого, внука Форньота (короля Йотланди, (или Готланди), позже известной как Квеннланди и Финнланди). Имя Торри долгое время связывалось с  Тором.
Сын Торри, король Нор женится на Хёдде (Höddu), дочери ётуна Свады, который может рассматриваться как потомок Скьёльдунгов, королей Лейре, оплота потомков Дана в Дании. Торри — брат Дривы, матери Висбура, о чём свидетельствует поэтическая генеалогия, известная как Инглингаталь. Отцом Висбура был Ванланди (из страны вендов). От Снэра, прожившего 360 лет, происходят также Фонн и Мьёль. Снэр был сыном Фроста («мороз»), сына Кари (повелителя арктического ветра), брата Логи (повелителя огня) и Хлера (повелителя моря, также известного как Эгир).

## Хроника Лейре
Хроника Лейре («Хроника Летренсе»), написанная около 1170 г., описывает древнего короля Уппсалы Иппера, тремя сыновьями которого были Дан, впоследствии правивший Данией, Нори, впоследствии правивший Норвегией, и Остен, впоследствии правивший Швецией. Но в повествовании говорится только о потомках Дана. Хотя это и не совпадение, между источниками есть некоторые соответствия. В источнике B Нор женился на Хёдду, внучке короля Остена, со стороны её матери Ошильд. Она и её брат Хрольф, отец Берга, Свада Йотун фигурируют в ряде малоизвестных генеалогий как потомки Дана через Хьёрварда Халгисона, также называемого Осатором Одиннсоном, который женился на Хельге Фридлейфссон; Фридлейф родился от Фроди, короля Дании, потомке Скьёльда, предка Скьёльдунгов.
В обоих сообщениях говорится, что большое жертвоприношение приносилось ежегодно в середине зимы, откуда произошло как название жертвоприношения в середине зимы, так и название зимнего месяца Торри, соответствующее концу января и началу февраля в римском календаре.

### История Нора
Однажды, во время жертвоприношения Торри, Гои, его дочь, внезапно исчезла. В следующем месяце Торри устроил второе приношение в надежде узнать, что стало с Гои. Это жертвоприношение впоследствии также регулярно соблюдалось и было известно как Жертвоприношение Гои, и отсюда месяц был назван Гои.
Когда через три года Гои все ещё не нашли, её братья Нор и Гор по отдельности отправились на её поиски со многими людьми, сопровождавшими их. Нор и его люди шли по суше на лыжах, а Гор шёл на корабле и обыскивал острова и шхеры.
В конце концов Нор и его последователи пришли к горам Кьёлен (Киль) и пришли на территорию, которая позже будет называться Норвегией. Они побеждали любого, кто выступал против них. F рассказывает, в частности, что Нор победил врагов в том месте, что позже было названо Тронхеймс-фьордом. Нор также завладел восточными землями возле озера Мьорс (Мьёса), затем убил короля Сокни, эпонима Сокна-Дейл (Согндал) и Согне-фьорда и завладел его королевством. Но вместо этого B упоминает поражение четырёх королей по имени Веи (Véi), Веи (Vei), Хундинг (Hundingr) и Хеминг (Hemingr).
Затем в Хайдемарке (Хедемаркен в более обширной провинции Хедмарк) Нор встретился с королём Хрольфом Горным (Hrólfr í Bergr). Хрольф был сыном великана Свади (Svaði) с горы Довре на севере. B сообщает, что матерью Хрольфа была Ашильд (Áshildr), дочь короля Эйстейна из Хайдемарка. Именно этот Хрольф взял Гои в плен и сделал её своей женой. Нор и Хрольф пришли к соглашению (по F, после долгого единоборства). Хрольф оставил Гои своей женой, а Нор впоследствии женился на сестре Хрольфа (называемой Хёдд в B).
В обоих сообщениях говорится, что Гор в конце концов присоединился к Нору, и два брата договорились, что Нор будет править всем материком, а Гор будет владеть всеми островами вокруг материка, что он будет владыкой любого острова, который был бы отделен от материка каналом через которое мог бы пройти корабль. Затем материк был назван Норвегией (Noregr) в честь Нора. Теперь говорят, что новым королевством Нора стало то, что сегодня является юго-восточной Норвегией, поскольку оно простиралось от гор Ётунхейма на севере до того, что позже было известно как Альфхейм (примерно современный шведский Бохуслен) на юге.
Сыновья и внуки, а также более дальние потомки Нора постоянно делили свои земли между собой, так что Норвегия наполнилась множеством небольших королевств и владений.

### Потомки Нора
Согласно B, сыновьями Хёдду от Нора были Транд (Þrándr) и Гард (Garðr). Позже B приводит ещё одного сына Нора по имени Раум (Raumr). Предположительно, либо матерью Раума была не Хёдду, либо имя Раума случайно выпало из более раннего списка сыновей Хёдду.

#### Транд
Транд правил Тронхеймом (Þrándheimr), который был назван в его честь и относится примерно к нынешнему графству Сёр-Трёнделаг и южным частям Норд-Трёнделаг, а не к городу, который сейчас называется Тронхейм.
Eireks saga víðförla («Сага об Эйреке-путешественнике») также упоминает Транда как первого короля, вошедшего в Тронхейме. Родословная Транда здесь не описана, но он приходится отцом Эйреку-путешественнику (Eirekr inn víðfǫrli), главному герою саги.
В саге о Хальфданаре Эйстейнссонаре также говорится, что Тронхейм был назван в честь короля Транда, отца Эйрека Путешественника, но утверждается, что Транд был сыном короля Сэминга из Халогаланда, сына Одина, и что мать Транда и жена Сэминга — Наума, в честь которой был назван Науму Дейл. Здесь говорится, что женой Транда является Дагмер, сестра Сванхвиты, жены Хромунда, главного героя саги о Хромунде Грипссоне. В саге говорится, что Эйстейн, сын Транда и Дагмара, женился на Асе, дочери Сигурда Харта, и она родила Хальвдана, героя саги. Это относит Транда всего на три поколения назад от Харальда Прекрасноволосого. Эта сага кажется поздним и нетрадиционным творением, датируемым только началом XIV века.

#### Гард
Гарда, сына Нора, также звали Гард Агди (Garðr Agði), так как он, очевидно, был правителем Агдира (Agðir): современных графств Вест-Агдер и Ауст-Агдер. Потомки Гарда Агди правили юго-западными областями Норвегии.

#### Раум Старый
Раум унаследовал юго-восточную Норвегию, а также северо-западную долину реки Раума до западного моря, омывающего регион под названием Раумс-Дейл (современный Ромсдал). Согласно этому рассказу, Раум правил землей Альфхейм на юге.

### Потомки Гора
У Гора были сыновья по имени Хейти и Бейти (согласно B было ещё два сына: Мейтир и Гейтир). Хейти и Бейти часто воевали с сыновьями Нора.
Бейти, морской король, поставил один из своих кораблей на полозья и таким образом прошёл на корабле по заснеженной земле, начиная с тех мест, что впоследствии называлось Бейтстад на Бейтстад-фьорде, названных в честь Бейти, и проходя на север через Эллидейд (Elliðæið, 'Галерная шея') в Науму Дале (Naumudal) со своим отцом Гором. Итак, по соглашению, заключенному между Нором и Гором, земля между путем корабля и морем стала принадлежать Бейти.
Имена потомков Бейти отсутствуют в B. Хейти, также морской король, был отцом Свади (Svaði). Гейтир был отцом Гламми и Гюльфи; Мейтир, ещё один морской король, был отцом двух сыновей по имени Маэвиль (Mævil) и Миндил (Myndill), Миндил был отцом двух сыновей по имени Эккил (Ekkill) и Скеккил (Skekkill).
F сообщает о сыне Гора Хейти как об отце Свейди (Sveiði), отца Хальвдана Старого, имя которого из-за путаницы совпало с именем другого Хальвдана Старого, потомка Нора. Но именно от Хальвдана Старого-потомка Гора, произошли ярлы Оркнейских островов, о которых рассказывается в Саге об оркнейцах. Семья Галтунгов, происходящая от Гора, существует и по сей день в 42-м поколении.